# Kolonia Brzeźce
Kolonia Brzeźce (prononciation : [kɔˈlɔɲa ˈbʐɛɕt͡sɛ]) est un village polonais de la gmina de Białobrzegi dans le powiat de Białobrzegi de la voïvodie de Mazovie dans le centre-est de la Pologne.

## Histoire
De 1975 à 1998, le village appartenait administrativement à la voïvodie de Radom.